# Старый Мостяк
Старый Мостяк — село в Старокулаткинском районе Ульяновской области России, административный центр Мостякского сельского поселения.
Население — 969 (2010)

## География
Село находится в пределах Приволжской возвышенности, являющейся частью Восточно-Европейской равнины, на правом берегу реки Мостяк, на высоте около 110 метров над уровнем моря. Рельеф местности холмистый. В 2 км восточнее села и в 4 км западнее села — широколиственные леса (преобладающая порода — дубы). Почвы — чернозёмы выщелоченные.
Село расположено в юго-западной части района в 14 км по прямой от районного центра посёлка городского типа Старая Кулатка. По автомобильным дорогам расстояние до районного центра составляет 19 км, до областного центра города Ульяновска — 240 км.
Часовой пояс
Старый Мостяк, как и вся Ульяновская область, находится в часовой зоне МСК+1. Смещение применяемого времени относительно UTC составляет +4:00.

## История
Село основано в начале XVIII века, выходцами из села Аллагулово (ныне Старое Аллагулово Ковылкинского района Мордовии) и выходцами из Темникова (Төмән), до сих пор живут потомки чувашей.
В Списке населённых мест Российской империи по сведениям за 1859 год упоминается как казённая деревня Старый Мостяк (Иски) Хвалынского уезда Саратовской губернии, расположенная при реке Мостяк по правую сторону тракта из города Хвалынска в квартиру второго стана и в Кузнецкий уезд на расстоянии 50 вёрст от уездного города. В населённом пункте насчитывалось 447 дворов, проживали 1395 мужчин и 1398 женщин, имелись 7 мечетей и училище.
Согласно переписи 1897 года в Старом Мостяке проживали 3482 жителя (1657 мужчин и 1825 женщин), из них магометан — 3458.
Согласно Списку населённых мест Саратовской губернии 1914 года деревня Старый Мостяк относилась к Шиковской волости. По сведениям за 1911 год в деревне насчитывалось 803 двора, проживали 5041 приписанный житель (2460 мужчин и 2401 женщина) и 59 «посторонних» жителя (28 мужчин и 31 женщина), имелись 7 мечетей и 6 мектебе. В деревне проживали преимущественно бывшие государственные крестьяне, татары и великороссы, составлявшие два сельских общества.

## Население
Динамика численности населения по годам:
| Годы      | 1859 | 1897 | 1911 | 1989  | 2002 |
| --------- | ---- | ---- | ---- | ----- | ---- |
| Население | 2793 | 3482 | 5100 | ≈1900 | 1259 |

| 2010 |
| ---- |
| 969  |

Национальный состав
Согласно результатам переписи 2002 года татары составляли 99 % населения села.

## Религия
Мечети
- Мечеть

## Известные жители
- Сюнчелей, Сагит Хамидуллович (1888 или 1889—1937) — поэт, переводчик и общественный деятель.
- Сюнчелей, Шариф Хамидуллович (1885—1959) — педагог, первый директор Башкирского государственного педагогического института имени К. А. Тимирязева.

## Достопримечательности
- Памятник воинам-односельчанам, погибшим в годы Великой Отечественной войны (1990 г.)[12].